# Club Sportivo Desamparados
O Club Sportivo Desamparados é um clube da cidade argentina de San Juan. Foi fundado em 10 de setembro de 1919, com o nome atual,[carece de fontes?] por um grupo de alunos da Quinta Agrícola (hoje Escola de Enologia). O nome "Desamparados" foi uma referência ao local aonde estavam reunidos, a Plaza Desamparados. Em 1950, sua denominação foi alterada para Club Desamparados de Huracán, quando absorveu o clube Huracán Alvarado. Há controvérsia a respeito se essa teria sido uma fusão entre os dois clubes, ou uma simples absorção do novo clube, com posterior troca de nome. Ainda na década de 1950, no entanto, a denominação voltou à inicial.
Na Copa Argentina 2012/2013, foi eliminado na quarta rodada, ao perder nos pênaltis para o Unión Rawson, por 4 x 3, em casa, após um empate em 1 x 1.

## Uniforme
- Uniforme titular: Camisetas Brancas com uma listra verde, calção Branco, Meias Brancas.
- Uniforme Alternativo: Camiseta azul Calça verde, Meias Azuis.

## Patrocinadores
| Período       | Patrocinador                        |
| ------------- | ----------------------------------- |
| 1981-1990     | Gobierno de San Juan                |
| 1990-1995     | TVO                                 |
| 1995-2006     | Banco San Juan                      |
| 2006-2007     | Fecoagro                            |
| 2007-2008     | El Triunfo/Ribeiro                  |
| 2008-2011     | El Triunfo/San Juan Minero          |
| 2011-2012     | Autopartes San Juan/San Juan Minero |
| 2012-Presente | San Juan Minero                     |

| Período       | Marca       |
| ------------- | ----------- |
| 1980-1982     | Sportlandia |
| 1983-1993     | Adidas      |
| 1993-1995     | Topper      |
| 1995-1999     | Puma        |
| 1999-2002     | Perrieri    |
| 2002-2008     | Sport 2000  |
| 2008-2009     | Athix       |
| 2009-2010     | RunUp       |
| 2010-Presente | Kappa       |

## Títulos
| NACIONAIS | NACIONAIS                         | NACIONAIS | NACIONAIS                                                              |
|           | Competição                        | Títulos   | Temporadas                                                             |
| --------- | --------------------------------- | --------- | ---------------------------------------------------------------------- |
|           | Campeonato Argentino - 4° Divisão | 1         | Torneo Argentino B 2003-04 Torneo Federal B 2016                       |
| REGIONAIS |                                   |           |                                                                        |
|           | Competição                        | Títulos   | Temporadas                                                             |
|           | Liga de San Juan                  | 12        | 1928, 1963, 1966, 1968, 1970, 1971, 1972, 1973, 1975, 1976, 1983, 1991 |